# أرمينتي برايس
أرمينتي برايس (بالإنجليزية: Armintie Price)‏ مواليد 3 أبريل 1985 في ميلواكي، هي لاعبة كرة سلة أمريكية. بدأت مسيرتها الاحترافية في سنة 2007. تم اختيارها من قبل فريق شيكاغو سكاي خلال الدرافت. لعبت في دوري الاتحاد الوطني لكرة السلة النسائية كلاعب هجوم خلفي. وتحمل الرقم 22. اعتزلت اللعب في 2015.

## المسيرة الاحترافية
لعبت مع شيكاغو سكاي من سنة 2007 إلى 2009، ثم لعبت مع أتلانتا دريم من سنة 2009 إلى 2013، ثم لعبت مع لوس أنجلوس سباركس في سنة 2014، ثم لعبت مع واشنطن ميستيكس في سنة 2015.

## روابط خارجية
- أرمينتي برايس على موقع الاتحاد الوطني لكرة السلة النسائية (الإنجليزية)
- أرمينتي برايس على موقع كرة السلة الأوروبية.كوم (الإنجليزية)
- أرمينتي برايس على موقع كلية كرة السلة في سبورتس رفرنس.كوم (الإنجليزية)
- أرمينتي برايس على موقع بروبوليرز (الإنجليزية)
- أرمينتي برايس على موقع سبورتس رفرنس (الإنجليزية)